# 香港的三權分立
香港的三權分立（英語：Separation of powers in Hong Kong）是關於香港三權分立制度的沿革及相關爭議。由於歷史原因，香港在英國統治時期長期實行行政主導下的權力分立，但擁有司法獨立，可推翻行政決定。香港移交後，特區政府自1997年7月成立起多次強調香港實施「三權分立」，直至2020年特區政府又推翻過往的觀點，不過政府官方指香港是「三權分立」的資料，仍被記載於一些官方文件及教科書，包括政府在香港主權移交大典中發給傳媒的新聞資料手冊、政府及立法會的文獻、高官演辭及法官判詞等等。

## 背景與歷史

### 1997年前
香港殖民地時期的政制，香港總督由英國君主任命，而立法局在1984年之前仍全由港督委任產生（僅分為官守及非官守議員，也兼任行政局成員），直至1982年及1991年分別在區議會及立法局引入直選議席；至於市政局雖然早於1936年便有首次選舉，但要到1983年才有一半是直選議席，所以可說政府長期控制行政權及立法權，不過香港政府受到英國議會監察；司法權則是獨立於行政及立法以外，終審庭設在英國樞密院。至於軍權，港督在名義上身兼香港三軍總司令，但駐港英軍指揮權實際上由駐港英軍司令行使；香港本身設有皇家香港軍團及皇家香港輔助空軍，均屬於香港政府體制內的軍隊，平時由港府調配支援保安及執行救援任務，戰時則由駐港英軍司令統一指揮。

### 1997年至2020年
1997年香港主權移交，行政及司法皆沿襲英屬香港時期的架構，惟因中方不滿香港在主權移交前加快民主化及增加立法會的直選議席，於是透過香港特別行政區第一屆政府推選委員會組建臨時立法會，當中沒有任何民選議席。雖然如此，特區政府官方及不同政黨派別在主權移交初期都認同香港是實施「三權分立」。2002年7月，董建華在第二個行政長官任期推行高官問責制，各決策部門的最高首長級職位改採政治委任制度，由特首完全支配各司局長的任免，由於行政長官一直未能落實由普選產生，因此該制度被指是令特首可獨攬大權，而「三權分立」在十多年後該觀點更出現歧義及不同的解讀。
《香港基本法》第二條規定，中華人民共和國全國人民代表大會授權香港特別行政區依照本法的規定實行高度自治，享有行政管理權、立法權、獨立的司法權和終審權。民主派、自決派及本土派認為香港基本上行使三權分立的政治架構，因為《基本法》將行政、立法和司法置於三個不同權力單位上，是互相制衡。建制派及香港特別行政區政府在主權移交後的幾年仍認為「三權分立」為香港核心價值，但後來認為，按照《基本法》，香港屬行政主導，由特區政府主導立法程序，不屬三權分立，但司法權是獨立於二權以外，因此香港有獨立的司法權。2001年及2010年首任終審法院首席法官李國能在法律年度開啟典禮等公開場合都表示司法任命過程絕不應政治化，「在香港的制度下，行政、立法和司法機關互相制衡」。2011年時任終審法院常任法官陳兆愷及2014年時任終審法院首席法官馬道立亦公開表明香港實行三權分立。前政制事務局局長林瑞麟認為行政與立法機關是「互相制衡、互相配合」，香港三權分立不同外國。
事實上香港政局出現了「立法會有票無權、政府有權無票」的情況，體現在：
- 特區政府：《基本法》賦予了行政長官在立法會否決政府提案後在徵詢行政會議意見後可提請解散立法會，但若重選後的立法會再度否決該議案，行政長官必須辭職。而政府部門向立法會提出的法案簡單多數制就可通過。
- 立法會：《基本法》赋予立法會拥有监察政府施政的權力，《立法會（權力及特權）條例》则赋予立法會不同特權以达致有效监察政府的功能。议会提案不涉及公共开支或政治体制或政府运作者，可由立法会议员个别或联名提出，得到通过须地區直選及功能組别兩组議員同时通过；凡涉及政府政策者，在提出前必须得到行政长官的书面同意，否则不得提出。立法会虽然也能调查并彈劾行政長官，但不能直接使其下台。

这使得政府能够有力地制衡立法会，在一定程度上主导政府运转，但其对终审法院、廉政公署等独立机构的制衡则相对较弱。
此外，在主權移交前，香港的政策由港督會同行政局決定，97後變成行政長官會同行政會議決定。不論是行政局或行政會議，部分成員也同時是立法局或立法會的議員。當同一個人同時擔任行政和立法機關的職務時，兩權集於一身而不是分開，導致立法權缺乏絕對制衡行政權的實力，所以這並不構成嚴謹的三權分立。這種運作模式在1997年前英國統治期間早已存在，並且一直沿用至今。

### 2020年起
特區政府對三權分立制度曾經存在的否定開始於2019年反送中運動及2020年6月30日《港版國安法》通過後。
2020年8月31日，時任教育局局長楊潤雄於宣佈全香港學校下月復課的記者會上，回應有通識科教科書出版社，接受當局諮詢計劃後，刪走書上有關香港實行三權分立的內容時，表示香港無論主權移交前後，都沒有三權分立制度，此點需要在教科書上說出。翌日，行政長官林鄭月娥於記者會上公開表示完全支持楊潤雄的說法，指香港無三權分立。強調行政、立法和司法機關互相配合和制衡，但都是要經行政長官向中國中央政府負責。形容香港的三權關係是各司其職，希望可以互相配合。
2020年9月9日，律政司司長鄭若驊在星島日報發表題為「著眼實質職權——行政主導制度」，她指出香港並非主權國家，不可將三權分立應用於香港，隨意使用令人容易錯誤理解香港的憲制秩序，市民需要正確認識相關的概念，包括本地政治架構和《基本法》。她又在引用多宗案件法官的判詞，嘗試證明香港非三權分立，為行政主導。
2021年7月15日，行政長官林鄭月娥推翻在參選特首時所作之承諾，表明不會修訂《防止賄賂條例》第3和第8條，並表示行政長官是位於行政、立法、司法的三權之上，只向中國中央政府負責，雖然早於1999年立法會已經討論修例，不過林鄭月娥認為修例將會令行政長官不能在香港主導一個以行政長官作為主導的憲制體制。然而林鄭月娥的說法不但被批評背棄承諾，令行政長官即使收受不當利益也不受規管，而林鄭月娥在立法會推翻自己對修例的承諾時；更同時為保安局高官出席涉性侵晚宴事件的官員辯解，卻又聲稱香港的優勢就是廉潔政府和社會。早於2019年1月《南華早報》已報導林鄭月娥在2017年上任後便向中國政府報告將會修訂《防止賄賂條例》，使法例的第3和第8條也適用於涵蓋行政長官，但立即遭到北京政府的反對，認為這會削弱行政長官在香港至高無上及超然於法律之外的地位。

### 中央批判
1987年4月16日，時任中國共產黨中央顧問委員會主任的鄧小平在會見香港基本法起草委員會時，否定香港實行三權分立，指出香港不能完全仿效西方推行三權分立，而且不應以三權分立和西方議會制度來判斷一個地方是否民主。
2007年6月，時任中國人大常委會委員長的吳邦國認為香港的制度不是三權分立而是行政主導，是處於中華人民共和國的完全主權之下 。
2015年9月，時任中聯辦主任張曉明在基本法研討會上發表演講，指行政長官具有超然於行政、立法和司法三個機關之上的特殊法律地位，處於特別行政區權力運行的核心位置，在中國中央政府之下、香港特別行政區三權之上。
2017年7月，中國官方媒體新華社發布新版「新聞報導禁用詞和慎用詞」，規定大陸媒體不得將香港和澳門政治體制是「三權分立」，必須使用「行政主導」。8月6日，《人民日報》發表署名評論文章，指出三權分立令政府未能及時應對社會經濟問題，會窒礙政府施政，更是導致西方國家「普選民主走進死胡同」。
2019年2月，新華社引述中共中央報刊《求是》報道稱，中共中央總書記習近平在中央全面依法治國委員會首次會議上發言，指出要從中國國情和實際出發，走適合自己的法治道路，決不能照搬別國模式和做法，決不能走西方憲政、三權鼎立和司法獨立的路。

## 相關文件

### 特區政府文件
- 1997年香港主權移交大典派發予中外記者的官方新聞資料冊中，「政府體制」章節的第一句，明確記錄了「香港的政治制度是按照『三權分立』原則建立，有一個行政主導的政府」[3][33][34]。

- 2003年立法會：特區政府官員就普選行政長官及全體立法會議員議案致辭中，時任政制事務局局長林瑞麟明言「在香港我們已有三權分立」[35]。

- 教育局網站曾經長期載有及推廣於2011年由香港終審法院常任法官陳兆愷所撰寫的簡報《基本法、法治與香港的優勢》[36]，文件當中的「法治作為一種制度」章節，列出了「權力分立（或稱三權）」，解釋政府的職能可由立法、行政及司法機關執行各別的功能，又指機關的設置能避免權力集中和權力濫用；該專題文獻於2020年因特區政府推翻過往多年來的憲制及法律觀點而被刪除[37]，但《立場新聞》報導在教育局網站仍可發現被封存的超連結痕跡，而被刪除的《基本法、法治與香港的優勢》文獻仍殘存於網際網絡上[38]。

### 法官判詞
截止2020年，三權分立明確地在香港法官的判詞中被提到超過一百次。終審法院首席法官張舉能在2008年的高院判詞中亦明確記錄了香港的三權分立制度。

### 教科書
三權分立的說法一直在香港教科書中出現，包括2013年一本經濟及公共事務科教科書。

## 評價
香港伍倫貢學院社會科學院學者黃志偉表示，香港特區政府突然改變自己二十多年來堅持的觀點，改稱香港沒有三權分立，做法十分古怪，這種突變屬於高度服從長官意志下的產物，但是他們在教學時必須嚴謹，因此不能只採取執政當局的說法便當作事實之全部。

## 外部連結
- 《基本法、法治與香港的優勢》